# Officine Stampaggi Industriali
OSI, voluit Officine Stampaggi Industriali, was een Italiaanse carrosseriebouwer gevestigd in Turijn.

## Historiek
OSI werd in 1960 opgericht in Turijn door voormalig Ghia-baas Luigi Segre en Arrigo Olivetti van het bedrijf Fergat, een fabrikant van auto-onderdelen. OSI fungeerde als onafhankelijke ontwerpafdeling van Ghia.
Het bedrijf produceerde enkele op maat gemaakte auto's op basis van Alfa Romeo-, Fiat- en Ford-modellen. Een van de eerste contracten was het bouwen van de carrosserieën voor de Innocenti 950 Spider uit 1961, ontworpen door een jonge Tom Tjaarda in opdracht van Ghia. OSI produceerde ook de Ford Anglia Torino naar een ontwerp van Giovanni Michelotti, waarvan ongeveer 10000 exemplaren verkocht werden in Italië. Daarnaast bouwde OSI in opdracht van Fiat de stationwagenvariant van de Fiat 1500, de Fiat 1500 Familiare.
Wellicht het bekendste model van OSI buiten Italië was de Ford 20M TS Coupé op basis van de Duitse Ford Taunus 20M. De auto werd ontworpen door Sergio Sartorelli, bekend van de Volkswagen Karmann Ghia Type 34. Er werden ongeveer 2200 exemplaren van de Ford 20M TS Coupé gebouwd.
Segre stierf in 1963 ten gevolge van complicaties na een blindedarmontsteking, waardoor het prille bedrijf achterbleef zonder persoonlijke connectie met Ghia en Ford. Hij werd vervangen door Giacomo Bianco van Fergat, maar die slaagde er niet in om OSI overeind te houden. Door het stopzetten van de productie van de Ford Anglia Torino en de Fiat 1500 Familiare en het ontbreken van vervolgorders nam de dagelijkse productie aanzienlijk af. In 1966 moesten 2000 werknemers ontslagen worden en in december 1967 eindigde de autoproductie. Na het ontslag van Bianco werd Sartorelli belast met het afbouwen van de werkzaamheden, waarbij in mei 1968 het ontwerpbureau van OSI werd samengevoegd met dat van Fiat.
Begin jaren zeventig werden de overgebleven activiteiten van OSI ondergebracht bij de Magnetto Group, gevestigd in Milaan. OSI  bleef nog tot het einde van de twintigste eeuw actief als perserij voor velgen en voertuigonderdelen. Daarnaast leverde OSI ook industriële persgereedschappen tot en met complete perserijen, zoals aan de Poolse vrachtwagenfabriek FSC Lublin.

## Modellen

### Seriemodellen
- Ghia L6.4 Coupé
- Innocenti 950 Spider
- Ghia Fiat 2300 Coupé
- Fiat 1500 Familiare
- Ghia Fiat 1500 GT Coupé
- OSI Fiat 1200 Spider
- OSI Fiat 1200 Coupé
- Ford Anglia Torino
- OSI Alfa Romeo 2600 de Luxe
- OSI Ford 20M TS Coupé
- Innocenti 1100 Coupé

### Prototypes
- Lancia Super Jolly (1964)
- OSI Fiat 850 Coupé (1964)
- Triumph Vitesse (1964)
- OSI Alpine Berlinetta (1965)
- OSI Fiat 1100R Spider (1965)
- OSI Fiat 1500 Secura (1965)
- OSI Ford Mustang Coupé (1965)
- OSI Alpine CRV (1966)
- OSI Alfa Romeo Scarabeo Coupé/Barchetta (1966) (3 prototypes)
- OSI Daf City Car (1966)
- OSI Fiat 850 Week End (1966)
- OSI Fiat 124 Cross Country (1966)
- OSI Fiat 125 Familiare (1967)
- Fiat 125 GTZ Coupé, Zagato (1967)
- OSI Alpine Bisiluro Silver Fox (1967)
- OSI Ford 20M TS Cabriolet (1967)
- Autobianchi G31 Coupé (1968)

## Galerij

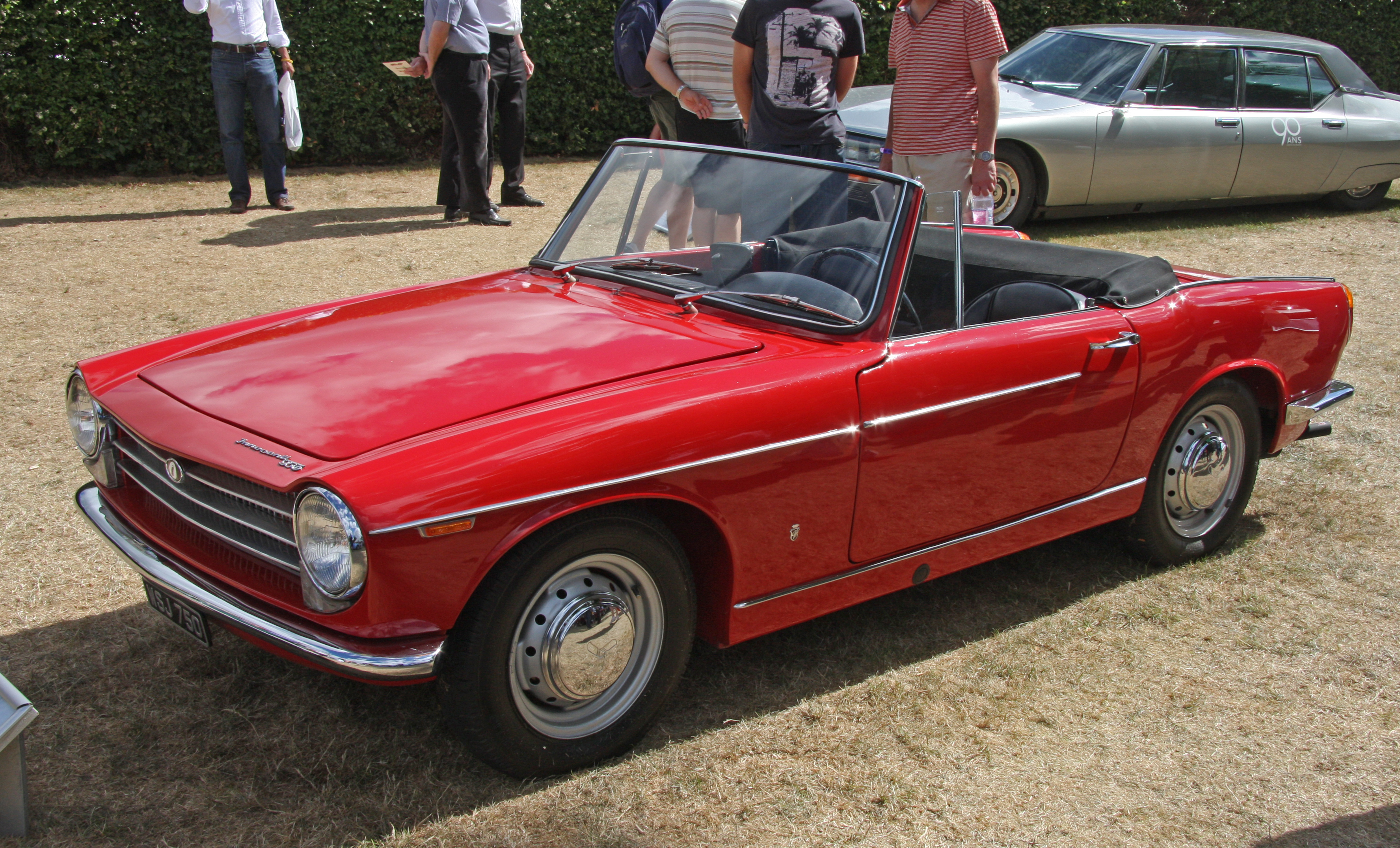
Innocenti 950 Spider (1962)
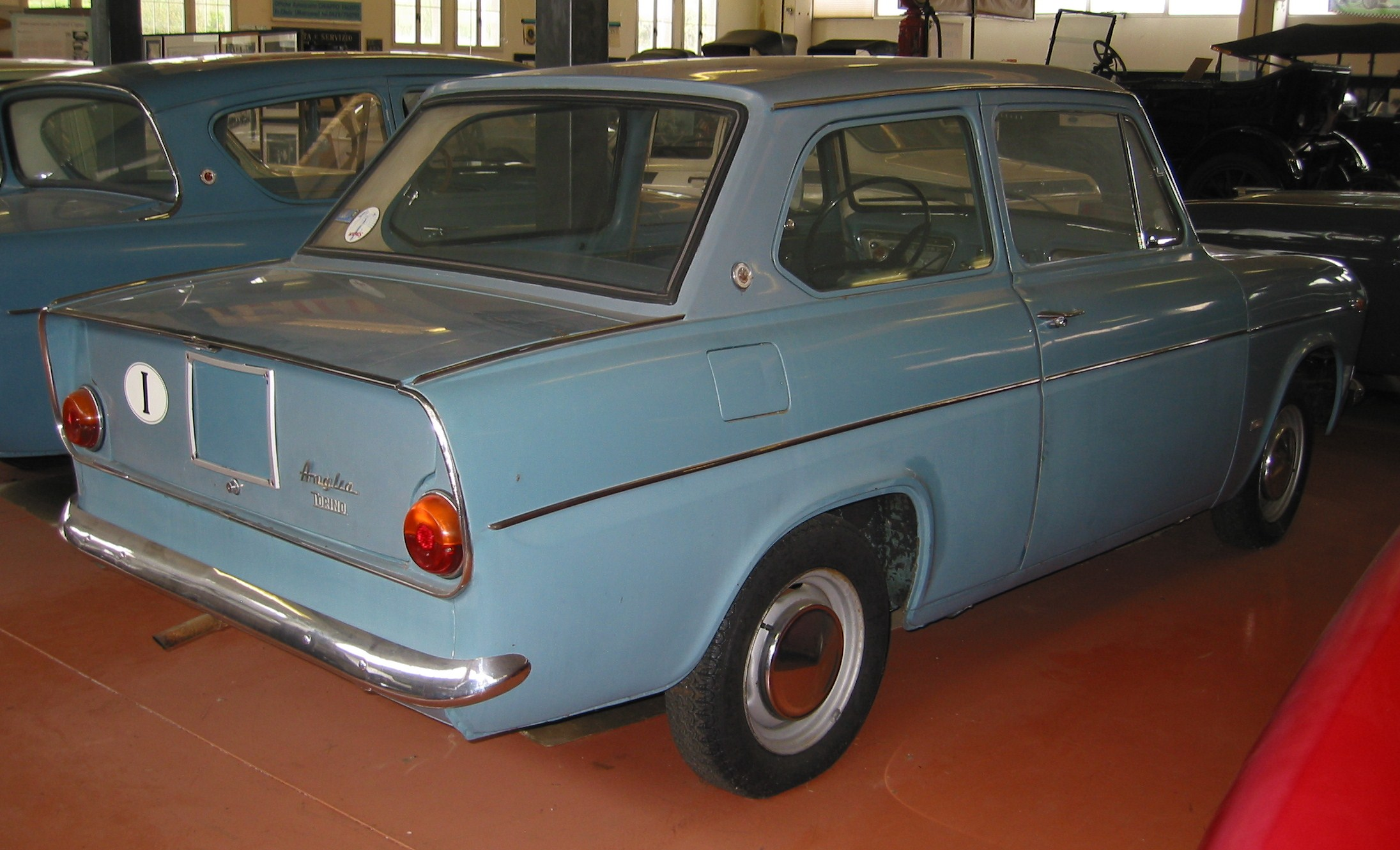
Ford Anglia Torino (1964)
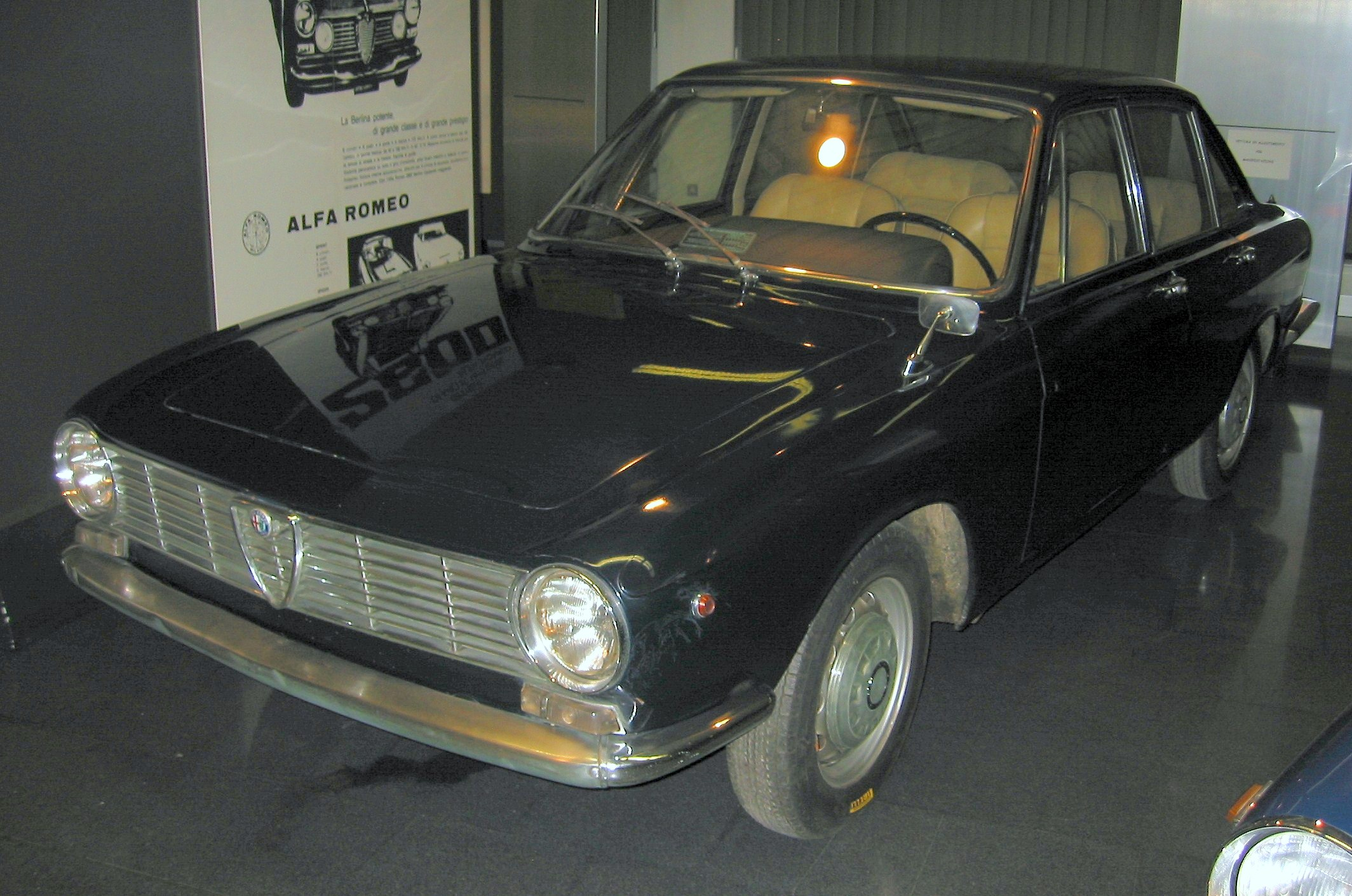
Alfa Romeo 2600 Berlina de Luxe (1965)
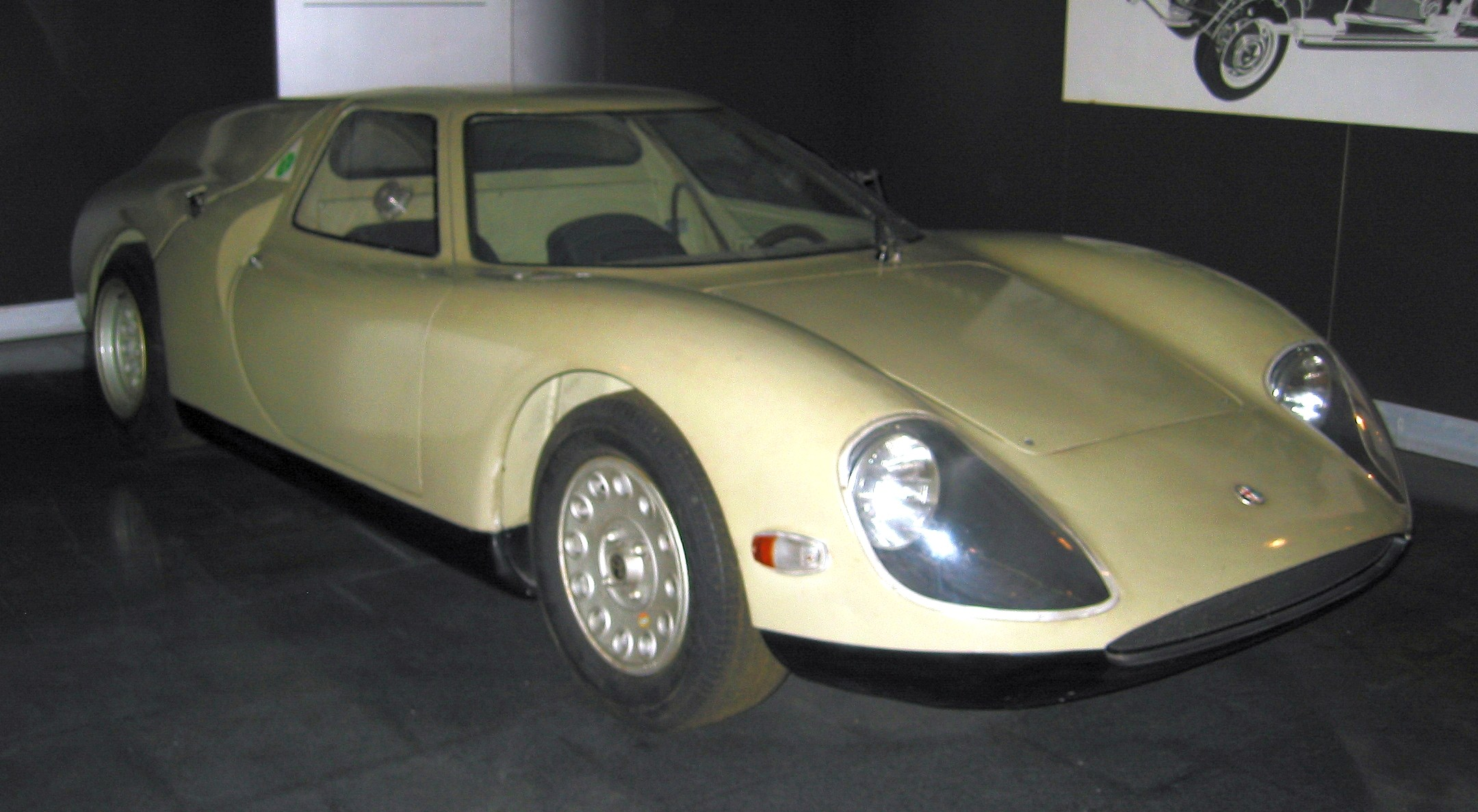
Alfa Romeo Giulia Scarabeo (1966)
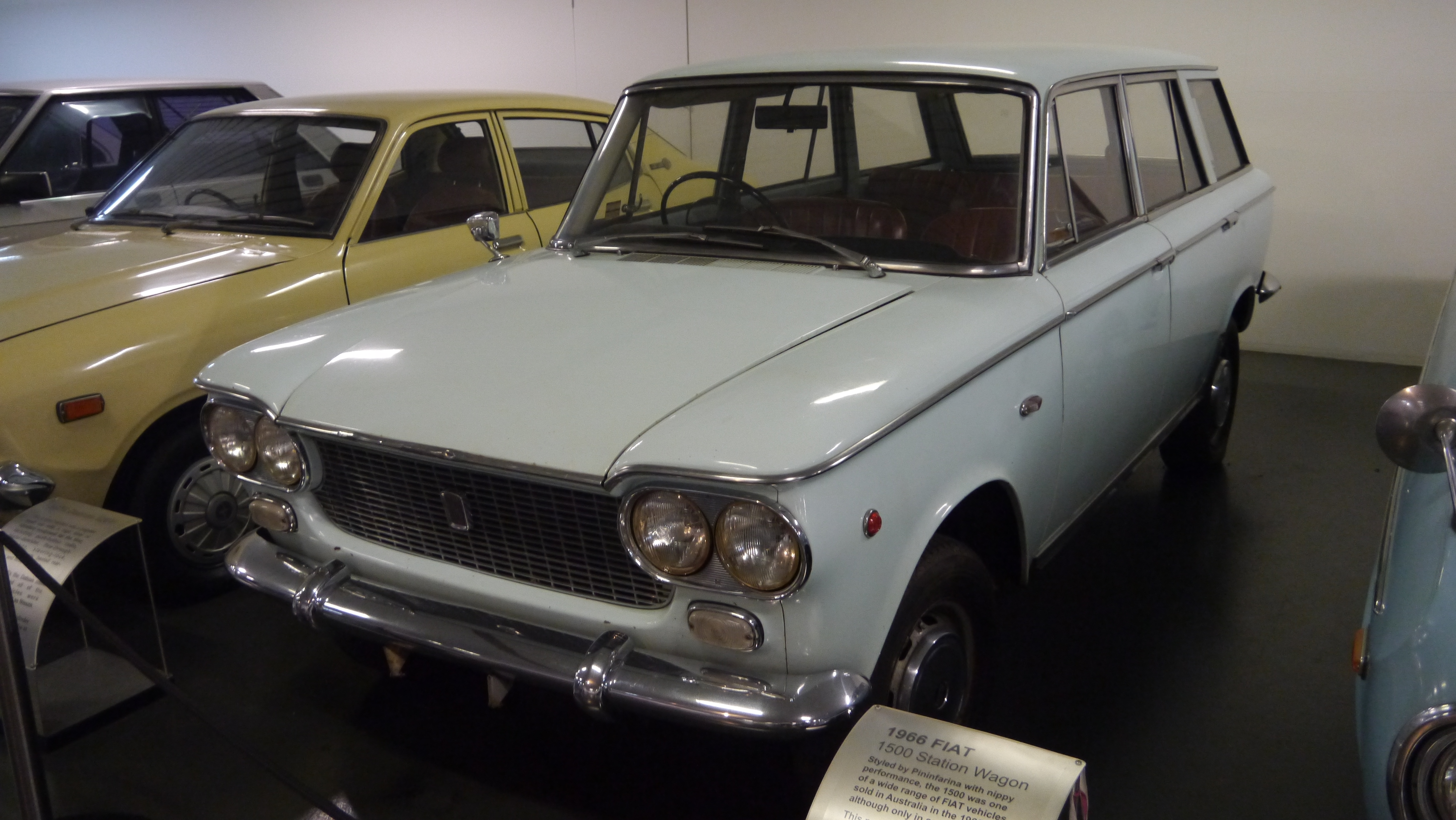
Fiat 1500 Familiare (1966)
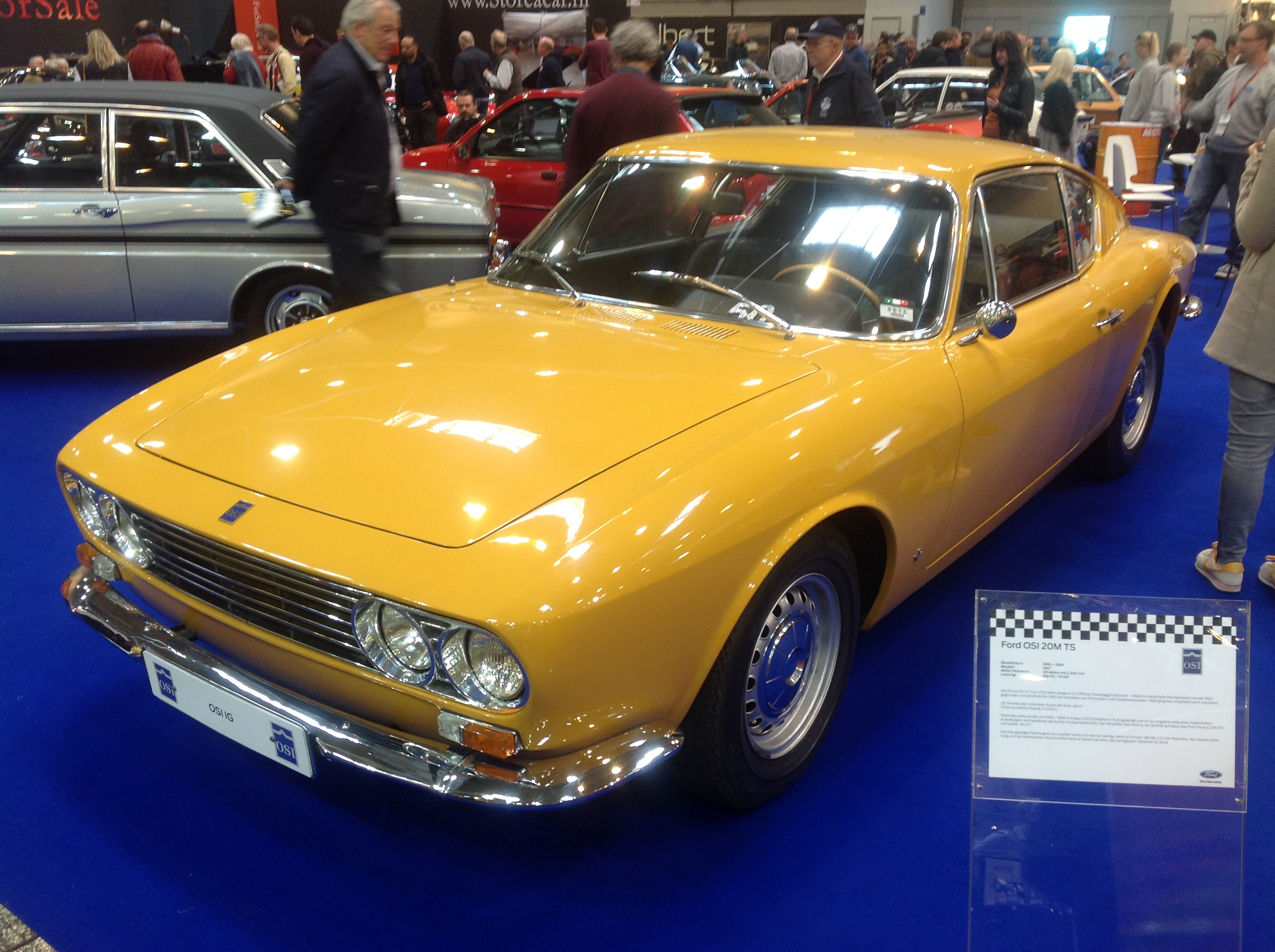
OSI Ford 20M TS (1967)
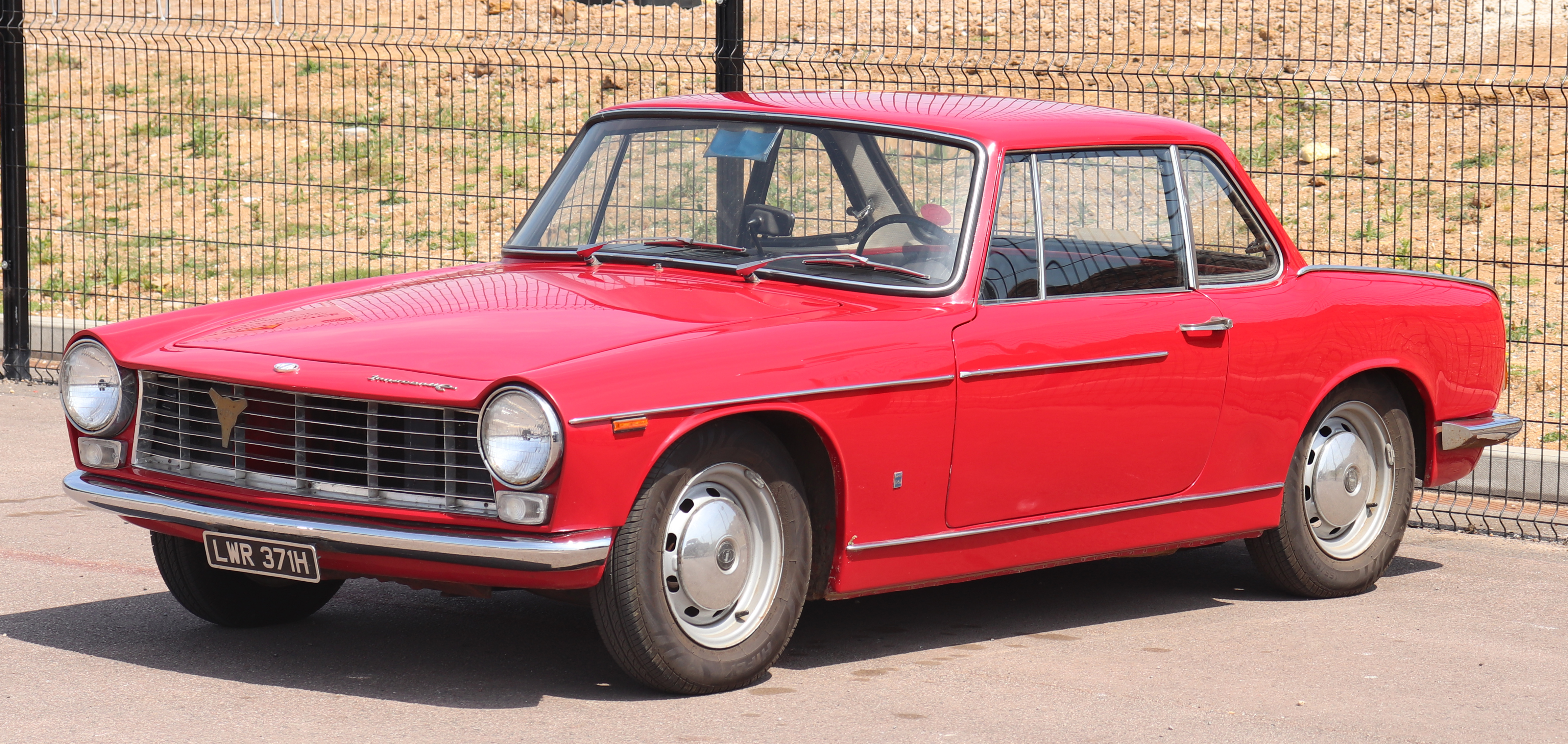
Innocenti 1100 Coupé (1969)